# 玛尔塔·桑切斯
玛尔塔·桑切斯（西班牙語：Marta Sánchez，1973年5月17日—），古巴前女子排球运动员。她曾代表古巴国家队参加2000年和2004年夏季奥林匹克运动会排球比赛，共获得一枚金牌和一枚铜牌。